# Hryhorij Perehijniak
Hryhorij Perehijniak (ukr. Григорій Перегіняк; ur. 7 lutego 1910 we wsi Uhrynów Stary, zm. 22 lutego 1943 w Wysocku) – ukraiński nacjonalista, zbrodniarz banderowski, członek OUN-B.

## Życiorys
Pochodził z rodziny chłopskiej. W 1935 dokonał zabójstwa polskiego sołtysa swojej rodzinnej wsi Uhrynów Stary, za co został skazany na karę dożywotniego więzienia. W więzieniu poznał m.in. Stepana Banderę. We wrześniu 1939 został zwolniony z aresztu i przyłączył się do organizacji Stepana Bandery, którą utworzono w Krakowie. Niedługo po przejściu kursu szkoleniowego OUN, Perehijniak stał się członkiem jednej z ukraińskich grup dywersyjnych stworzonych przez armię niemiecką w celu prowadzenia działań wywiadowczych na terenach Wołynia. Następnie wszedł w skład kolaboracyjnej Ukraińskiej Policji Pomocniczej, w strukturach której brał udział w eksterminacji Żydów.
Jesienią 1942 zdezerterował z oddziałów policji ukraińskiej dołączając do oddziałów UPA, gdzie przyjął pseudonim „Dowbeszka-Korobka”. Na rozkaz Iwana Łytwynczuka (pseud. „Dubowyj”) utworzył w powiecie sarneńskim sotnię, której głównymi zadaniami była walka z partyzantką radziecką oraz eliminowanie konkurencyjnego ugrupowania ukraińskich nacjonalistów skupionych wokół frakcji Andrija Melnyka (OUN-M). Oddział ten uważany jest za pierwszą sotnię Ukraińskiej Powstańczej Armii. 
Pierwszej masowej zbrodni dokonanej przez Perehijniaka była zbrodnia w Parośli, która miała miejsce w dniu 9 lutego 1943 roku (zbrodnię tę uważa się za początek ludobójstwa na Wołyniu). Jeszcze przed akcją w Parośli, sotnia Perehijniaka przypuściła atak na niemiecki posterunek policji we Włodzimiercu, w którym urzędowało najpewniej kilku do kilkunastu żandarmów (Niemców i Kozaków). Źródła ukraińskie zawyżają liczbę policjantów broniących posterunku, twierdząc że w potyczce z sotnią Perehijniaka zginęło aż 63 żandarmów, a 19 wzięto do niewoli.
Zginął 22 lutego 1943 r. w Wysocku na Wołyniu podczas walki z armią niemiecką.